# Auxerre
Auxerre er hovedby i departementet Yonne i den franske region Bourgogne. Byen ligger ved floden Yonne. Nær byen ligger middelalderslottet Guédelon. Byen er bl.a. kendt for sit fodboldhold, AJ Auxerre.